# فرودگاه گرس‌شولمن
فرودگاه گرس‌شولمن (به انگلیسی: Gressholmen Airport) یک فرودگاه همگانی است . این فرودگاه در شهر اسلو کشور نروژ قرار دارد و در ارتفاع ۰ متری از سطح دریا واقع شده است.